# Pic dels voltors
El pic dels voltors o cim sagrat de l'Àguila (en pali: Gijjhakuta; en sànscrit: Gridhrakuta, IAST: Gṛdhrakūṭa; en devanagari: गृध्रकूट) és una muntanya de la ciutat de Rajgir (abans Rajagaha, capital del regne de Magadha), al districte de Nālanda, estat de Bihar, a l'Índia.

## Budisme

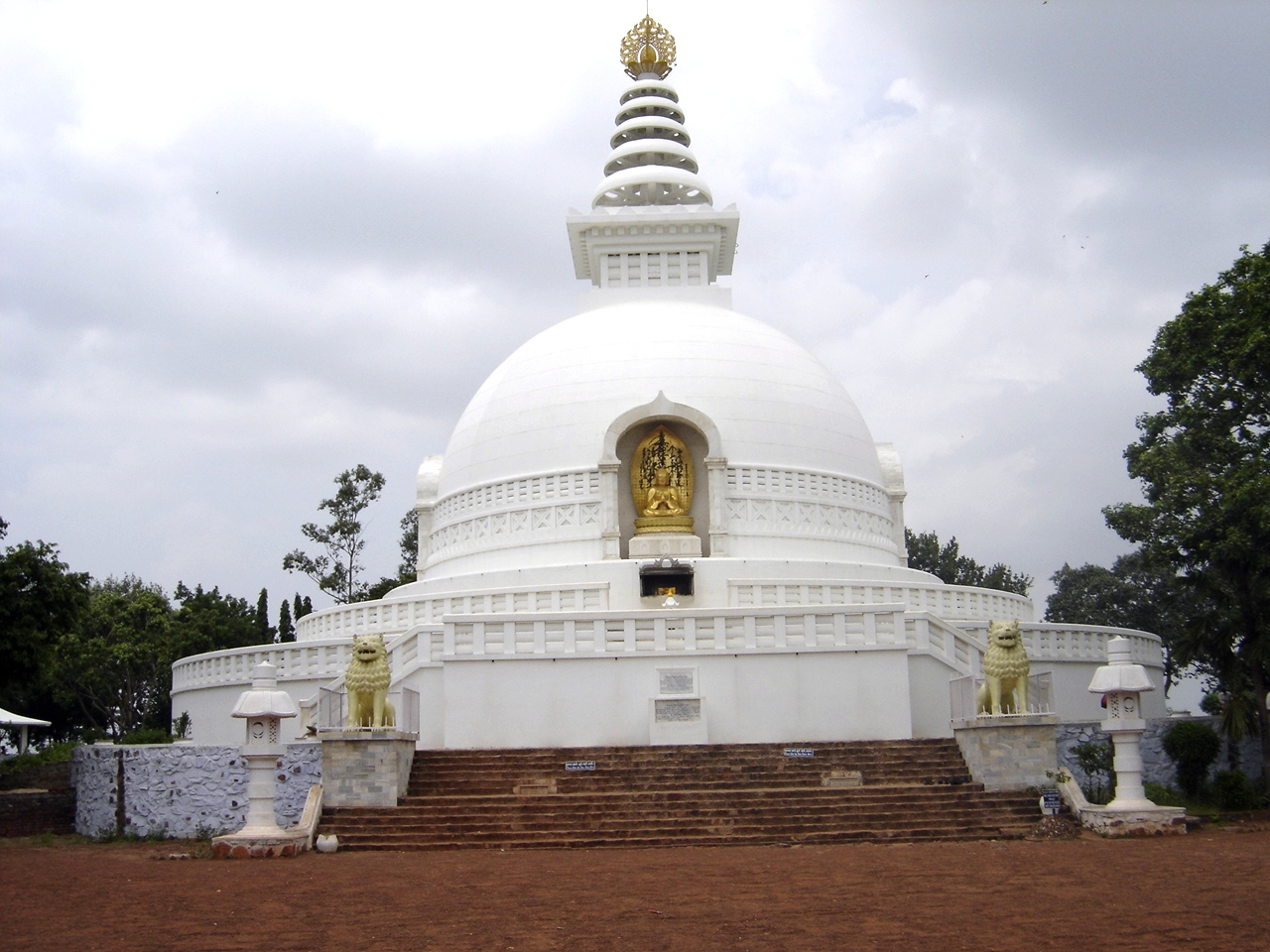
Shanti Stupa (Pagoda de la Pau)

El Pic dels voltors va ser una de les dues estades preferides de Siddharta Gautama quan estava a Rajagaha. Actualment hi ha ruïnes anomenades Mulakandha Kuti, així com una stupa construïda recentment pel budistes japonesos i anomenada Shanti Stupa. S'hi va descobrir una estàtua de Buda, que datava del segle vi que actualment es troba al Museu Arqueològic de Nalanda.
El Pic dels voltors és més conegut per ser el lloc on es van donar els ensenyaments de la Segona Roda del Dharma en moviment, inclòs el Sutra del Lotus (Saddharmapuṇḍarīkasūtra). També és el lloc on Śāriputra va aconseguir la il·luminació. És per això que aquest lloc és especialment visitat per pelegrins, especialment japonesos i coreans.

## Budisme zen

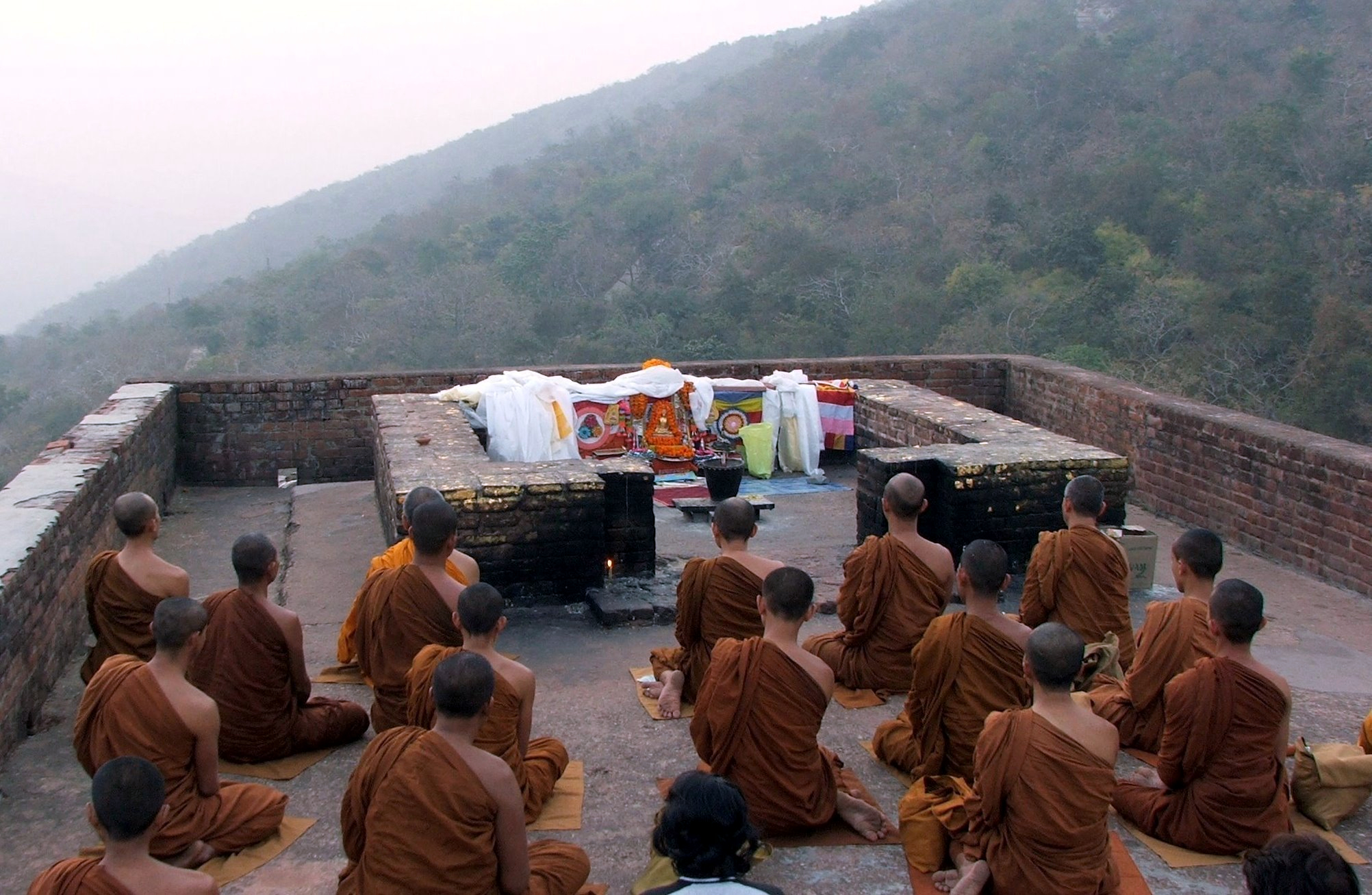
Monjos zen meditant a Mulakandha Kuti

És en aquesta muntanya on, segons la llegenda, va néixer el budisme chan (zen en japonès). Segons el Lankavatara Sūtra, el Siddharta Gautama hi va fer un sermó als seus deixebles. En un intent d'explicar un punt del seu ensenyament, es va conformar amb recollir en silenci una flor udumbara. Cap dels deixebles no hauria entès el missatge que estava intentant transmetre, amb l'excepció de Mahakashyapa, que hauria somrigut a Buda. Aquest li hauria comunicat davant l'assemblea que així li havia transmès el seu tresor espiritual més preuat. És una prefiguració de la descripció de chan que s'atribueix a Bodhidharma: «Sense escriptura, un ensenyament diferent [de tots els altres], que toca directament la ment per revelar la veritable naturalesa de Buda (不).立文字、教外別傳, 直指人心，見性成佛)».

### Primer consell budista
La cova de Saptaparni, també situada en aquesta muntanya, es considera que va ser la residència ocasional del Buda. També seria el lloc del primer consell budista presidit per Mahakashyapa.